# Mary Steenburgen

Mary Steenburgen in 2008

Mary Nell Steenburgen (Newport (Arkansas), 8 februari 1953) is een Amerikaans actrice.

## Biografie
Steenburgen groeide op in Little Rock als dochter van Nell, een schooladministratrice, en Maurice Steenburgen (van Nederlandse komaf), een treinmachinist bij de Missouri Pacific Railroad. Ze vertrok in 1972 naar New York om een opleiding te volgen aan de New York's Neighborhood Playhouse School of the Theatre. Nadat Jack Nicholson haar had ontdekt, werd Steenburgen uitverkoren voor een rol in zijn western Goin' South. Voor haar rol in Melvin and Howard won zij in 1981 zowel de Golden Globe als de Academy Award voor beste vrouwelijke bijrol.
In het derde deel van Back to the Future speelde zij Clara Clayton, een rol die zij aannam op aandringen van haar kinderen, die fan waren van deze films.
Steenburgen was van 1980 tot 1990 getrouwd met acteur Malcolm McDowell, met wie zij twee kinderen kreeg. Sinds 1995 is zij getrouwd met Ted Danson. Steenburgen is bevriend met Hillary Clinton.